# Hysterocrates ochraceus
Hysterocrates ochraceus é uma espécie de aranha pertencente à família Theraphosidae (tarântulas).